# 安東尼夫斯基大橋
安東尼夫斯基大橋（羅馬化：Antonivskyi mist），又译为安东尼夫卡大桥，或按俄語名譯安東諾夫斯基大橋（羅馬化：Antonovskiy most），是一座橫跨烏克蘭南部赫爾松州赫爾松第聶伯河的公路橋。大橋自1977年5月起開始規劃，於1985年12月24日啟用。大橋位於赫爾松州奧萊什基，通過M14高速公路將赫爾松和安东尼夫卡及霍拉普里斯坦連接起來。橋長1366公尺，由31根柱子支撐，大橋兩邊都有人行道，其寬1.5公尺。

## 赫爾松戰役
大橋自在2022年2月的赫爾松戰役期間多次易手，俄羅斯軍隊試圖建立一條從俄佔克里米亞到烏克蘭中部的道路。烏克蘭軍隊在激戰後，最終於2022年2月26日失去對該地區的控制。
從英國國防部2022年7月中旬開始的每日情報報告中，大橋被描述為「俄羅斯軍隊的關鍵漏洞」。報導指，大橋是通往第聶伯河以西俄控區的最重要過河點，唯一的另一個過河點位於卡霍夫卡水電站附近。
2022年7月19日，大橋被烏克蘭火箭彈破壞，據稱攻擊使用了美國提供的海馬斯火箭。7月20日，烏克蘭軍隊連續第二天破壞了這座橋。俄軍努力修復這座橋，暫時封鎖了交通。由於大橋是俄軍提供補給的戰略關鍵，美聯社報導指是烏克蘭以行動來回應俄羅斯外交部長謝爾蓋·拉夫羅夫鞏固其佔領領土收益並控制更廣泛地區的言論，該地區可能成為戰鬥的焦點之一。
2022年7月26日22:55左右，烏軍再次使用海馬斯攻擊大橋，大橋遭受了嚴重破壞。次日7月27日，南方作战指挥部發言人娜塔莉亞·胡梅紐克（Наталя Гуменюк）證實，烏克蘭軍方對大橋發動導彈襲擊，赫爾松地區委員會第一副主席尤里·索博列夫斯基（Юрій Соболевський）報告稱，安東尼夫大橋由於砲擊嚴重受損，需要很長時間修復。一些觀察家認為第三次襲擊是烏克蘭早前宣布反攻的一部分，旨在奪回赫爾松地區。塔斯社報導稱，俄羅斯防空系統攔截了這些火箭，但這說法遭到烏軍的質疑，並且與目測證據不符。後來的報導和7月27日的影像顯示，大橋橋面已經損壞，無法用於重型機械的運輸。俄軍後來為軍用和民用交通提供由兩棲車輛承載的臨時渡輪服務。除了大橋外，在第聶伯河上游的安東尼夫斯基鐵路橋也在襲擊中受損。11月11日，俄羅斯媒體表示安東諾夫斯基大橋已確認被炸斷。